# د. جاي بارتولوميو
د. جاي بارتولوميو (بالإنجليزية: D.J. Bartholomew)‏ هو إحصائي ورياضياتي بريطاني، ولد في 6 أغسطس 1931، وتوفي في 16 أكتوبر 2017.